# Eje radical
En geometría plana, el eje radical de dos circunferencias no concéntricas es el lugar geométrico de los puntos con igual potencia respecto de las mismas. 
Por medio de la geometría analítica se puede demostrar que el eje radical es siempre una recta.

Sean {\displaystyle (p_{1},q_{1})} y {\displaystyle (p_{2},q_{2})} los centros de los dos círculos, {\displaystyle r_{1}} y {\displaystyle r_{2}} los radios correspondientes.

Según la definición algebraica de la potencia del punto {\displaystyle (x,y)} se obtiene para cada uno de los círculos {\displaystyle (x-p_{1})^{2}+(y-q_{1})^{2}-r_{1}^{2}} o {\displaystyle (x-p_{2})^{2}+(y-q_{2})^{2}-r_{2}^{2}}.

Al igualar las dos potencias se obtiene la ecuación del lugar geométrico de los puntos con igual potencia respecto de los círculos:

{\displaystyle (x-p_{1})^{2}+(y-q_{1})^{2}-r_{1}^{2}=(x-p_{2})^{2}+(y-q_{2})^{2}-r_{2}^{2}}

La multiplicación y agrupación resulta en

{\displaystyle 2(p_{2}-p_{1})x+2(q_{2}-q_{1})y+(r_{2}^{2}-r_{1}^{2}+p_{1}^{2}+q_{1}^{2}-p_{2}^{2}-q_{2}^{2})=0}

En esta ecuación los términos cuadrados {\displaystyle x^{2}} e {\displaystyle y^{2}} se han anulado, no hay términos mixtos {\displaystyle xy}, ha quedado una ecuación del tipo
{\displaystyle Ax+By+C=0} que es la forma general de la ecuación de recta.
El eje radical es una recta perpendicular al segmento determinado por los dos centros de las circunferencias, pues dado un punto del eje radical, el punto simétrico respecto del segmento que une los centros de las circunferencias también tendrá la misma potencia. 
- Si las circunferencias son exteriores, el eje radical se puede determinar uniendo los puntos medios (M en la figura) de los segmentos determinados por los puntos de contacto de las tangentes a las circunferencias (puntos T1 y T2 en la figura).

- Si las circunferencias son tangentes, el eje radical contiene el punto de intersección de ambas circunferencias y es perpendicular a la recta determinada por los centros de las circunferencias.

- Si las circunferencias son secantes, el eje radical contiene los puntos de intersección de las circunferencias, puesto que ambos tienen potencia nula respecto de las circunferencias.

- Si una de las circunferencias es interior, se puede obtener el eje radical trazando una circunferencia auxiliar secante a las circunferencias dadas (a en la figura). El punto de intersección de los ejes radicales auxiliares (C en la figura) tiene igual potencia respecto a las circunferencias dadas, por tanto, el eje radical será la recta que contiene al punto C y es perpendicular a la recta determinada por los centros de las circunferencias iniciales. (Se debe elegir la circunferencia auxiliar de tal forma que los ejes radicales auxiliares se corten dentro del papel del dibujo).